# 三中案
三中案是马英九於2005年担任中國国民党主席时涉及的案件。當時中國国民党將旗下的中央电影公司、中国电视公司、中国广播公司全部卖掉。2006年，游锡堃和柯建铭认为中國國民黨黨產被马英九等人贱卖，造成国民党损失，於是向臺灣高等法院檢察署查緝黑金行動中心告发馬英九。2007年，特侦组接手該案。2014年，特侦组以「查無不法事證」為由宣佈該案签结。2017年，台北地检署重新对三中案展开调查。2018年，台北地检署起诉马英九等六人。2021年10月27日，台北地方法院初审判决，前中影董事长蔡正元以业务侵占罪被判刑3年6个月，马英九、前中央投资公司前董事長張哲琛、前總經理汪海清等人无罪。檢方不服並提出上訴。2023年9月8日，台灣高等法院二審開庭審理。